# Hexatoma (Eriocera) magnifica
Hexatoma (Eriocera) magnifica is een tweevleugelige uit de familie steltmuggen (Limoniidae). De soort komt voor in het Neotropisch gebied.